# اندیس جنوب شرق خرق
جنوب شرق خرق یک اندیس فلزی است که در حوالی شهر مشکان استان خراسان قرار دارد و مادهٔ معدنی موجود در آن، مس است. و دیرینگی آن به دوران ائوسن می‌رسد. در این اندیس، پاراژنز‌های پیریت، کلیست، زئولیت یافت می‌شوند.